# Maria Helena Cardoso
Maria Helena Cardoso (Descalvado, 13 de março de 1940) é uma ex-jogadora e atual técnica de basquetebol brasileira.

## Atuação como jogadora
Assim como suas três irmãs, Maria Helena jogava basquete no São Carlos Clube e depois no XV de Piracicaba onde atuou por quase duas décadas. Destacou-se também na seleção brasileira, onde permaneceu durante dezesseis anos.
Suas maiores conquistas foram o título nos Jogos Pan-Americanos de Cali na Colômbia, em 1971, e a medalha de bronze no Campeonato Mundial de Basquete Feminino em São Paulo, no mesmo ano. Encerraria sua carreira de jogadora no ano seguinte.

## Atuação como treinadora
Formada em educação física, iniciou como técnica também no XV de Piracicaba, trabalhando com crianças nas escolas e participando de campeonatos regionais. Em equipe principal estreou em 1984, na Universidade Metodista de Piracicaba (UNIMEP). Conquistou diversos títulos brasileiros, sul-americanos e mundiais.

### Na Seleção Brasileira
Alcançou a seleção brasileira feminina em 1986. No ano seguinte, conseguiu a medalha de prata nos Jogos Pan-Americanos de Indianápolis. Em 1991 levou a equipe, liderada por Magic Paula e Hortência, à medalha de ouro nos Jogos Pan-Americanos de 1991 em Havana, vencendo a seleção de Cuba na final. Também obteria neste mesmo ano a inédita classificação da equipe feminina para os Jogos Olímpicos de Barcelona em 1992. Em sua primeira participação olímpica, a seleção sob seu comando alcançou o sétimo lugar. Ao fim desta competição, deixou a seleção.